# 沙特尔 (塞纳-马恩省)
沙特尔（法語：Châtres，法語發音：[ʃatʁ] ⓘ）是法国塞纳-马恩省的一个市镇，属于普罗万区。

## 地理
沙特尔（48°42'39"N, 2°48'34"E）面积15.13 平方千米，位于法国法蘭西島大區塞纳-马恩省，该省份为法国北部内陆省份，北起瓦兹省，西接埃松省、马恩河谷省、塞纳-圣但尼省和瓦兹河谷省，南至卢瓦雷省，东南接约讷省，东临马恩省和奥布省，东北接埃纳省。
与沙特尔接壤的市镇（或旧市镇、城区）包括：莱沙佩勒波旁、奥祖埃尔勒武尔日、布里地区普雷勒、布里地区图尔南、布里地区绍姆、丰特奈-特雷西尼、布里地区利韦尔迪、布里地区马尔勒。

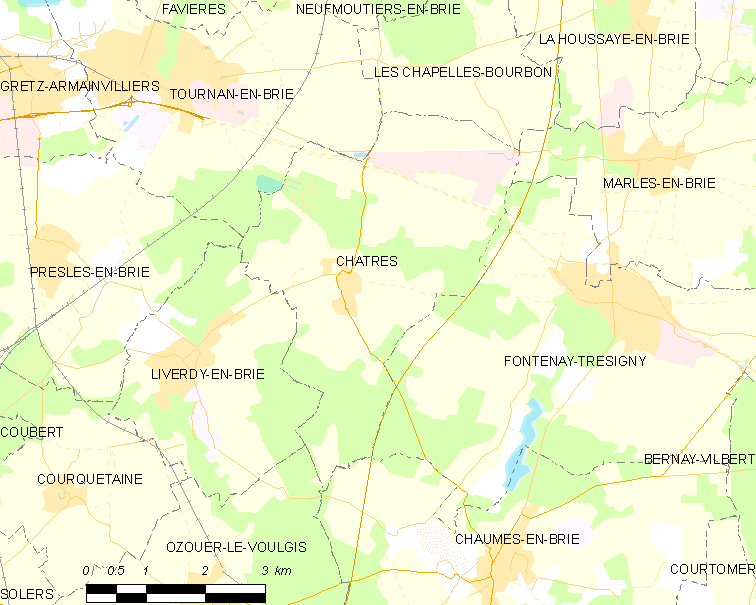
的OSM定位图

沙特尔的时区为UTC+01:00、UTC+02:00（夏令时）。

## 行政
沙特尔的邮政编码为77610，INSEE市镇编码为77104。

## 政治
沙特尔所属的省级选区为丰特奈-特雷西尼县。

## 人口

1962-2008年间人口变化图示

沙特尔于2022年1月1日时的人口数量为712人。